# Karl-Heinrich von Groddeck

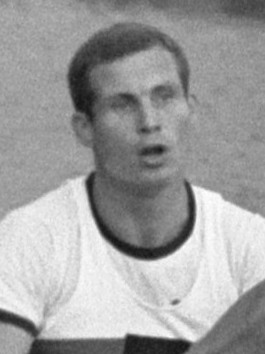
Karl-Heinrich von Groddeck (1964)

Karl-Heinrich Erich Moritz von Groddeck (* 19. Juli 1936 in Tutow, Provinz Pommern, Preußen; † 14. Dezember 2011 in Müllheim) war ein deutscher Ruderer, der als Vertreter der Bundesrepublik Deutschland bei allen drei olympischen Auftritten der gesamtdeutschen Mannschaft eine Medaille gewann. Neben und nach seiner sportlichen Karriere war er als Journalist tätig.

## Werdegang
Karl-Heinrich von Groddeck begann seine Ruderkarriere bei der Rudergesellschaft Wiesbaden-Biebrich 1888. 1955 gewannen Horst Arndt und Groddeck zusammen mit Steuermann Achim Wernet bei den Deutschen Meisterschaften im Zweier. 1956 konnten Arndt und Groddeck den Titel mit dem Steuermann Rainer Borkowsky verteidigen. Auch bei den Europameisterschaften 1956 in Bled siegten die drei Wiesbadener vor den Booten aus der Schweiz und aus Österreich. Bei den Olympischen Spielen 1956 belegten die drei den zweiten Platz hinter den US-Amerikanern Arthur Ayrault und Conn Findlay mit Steuermann Armin Seiffert. 1957 verteidigten Groddeck, Arndt und Borkowsky ihren Deutschen Meistertitel und siegten auch bei den Europameisterschaften in Duisburg.
Als sich Karl-Heinrich von Groddeck beruflich nach Hamburg veränderte, schloss er sich dem Ratzeburger Ruderclub an und trainierte bei Karl Adam. Nachdem Karl Adam auf einem Transitformular den eher seltenen Namen Moritz gelesen hatte, hieß Karl-Heinrich von Groddeck unter seinen Mannschaftskameraden nur noch Moritz von Groddeck. 1959 gewann Groddeck mit dem Ratzeburger Achter seinen ersten Deutschen Meistertitel im Achter und wurde bei den Europameisterschaften in Mâcon auch auf Anhieb Europameister in seiner neuen Bootsklasse (Besatzung: Klaus Bittner, Karl-Heinz Hopp, Hans Lenk, Manfred Rulffs, Frank Schepke, Kraft Schepke, Walter Schröder und Karl-Heinrich von Groddeck mit dem Steuermann Willi Padge). Auch 1960 siegte Groddeck mit dem Ratzeburger Achter bei den Deutschen Meisterschaften. Zusätzlich trat der Riemenruderer auch in einem Skullboot an: zusammen mit Manfred Rulffs siegte Karl-Heinrich von Groddeck bei den Deutschen Meisterschaften im Doppelzweier. Bei den Olympischen Spielen 1960 traten Rulffs und Groddeck aber mit dem Achter an. Der Deutschland-Achter gewann in einer Zeit von unter sechs Minuten mit vier Sekunden Vorsprung auf das kanadische Boot. Bei der Wahl zur Mannschaft des Jahres konnte der Deutschland-Achter nach dem Olympiasieg 1960 den bereits im Jahr zuvor gewonnenen Titel erfolgreich verteidigen.

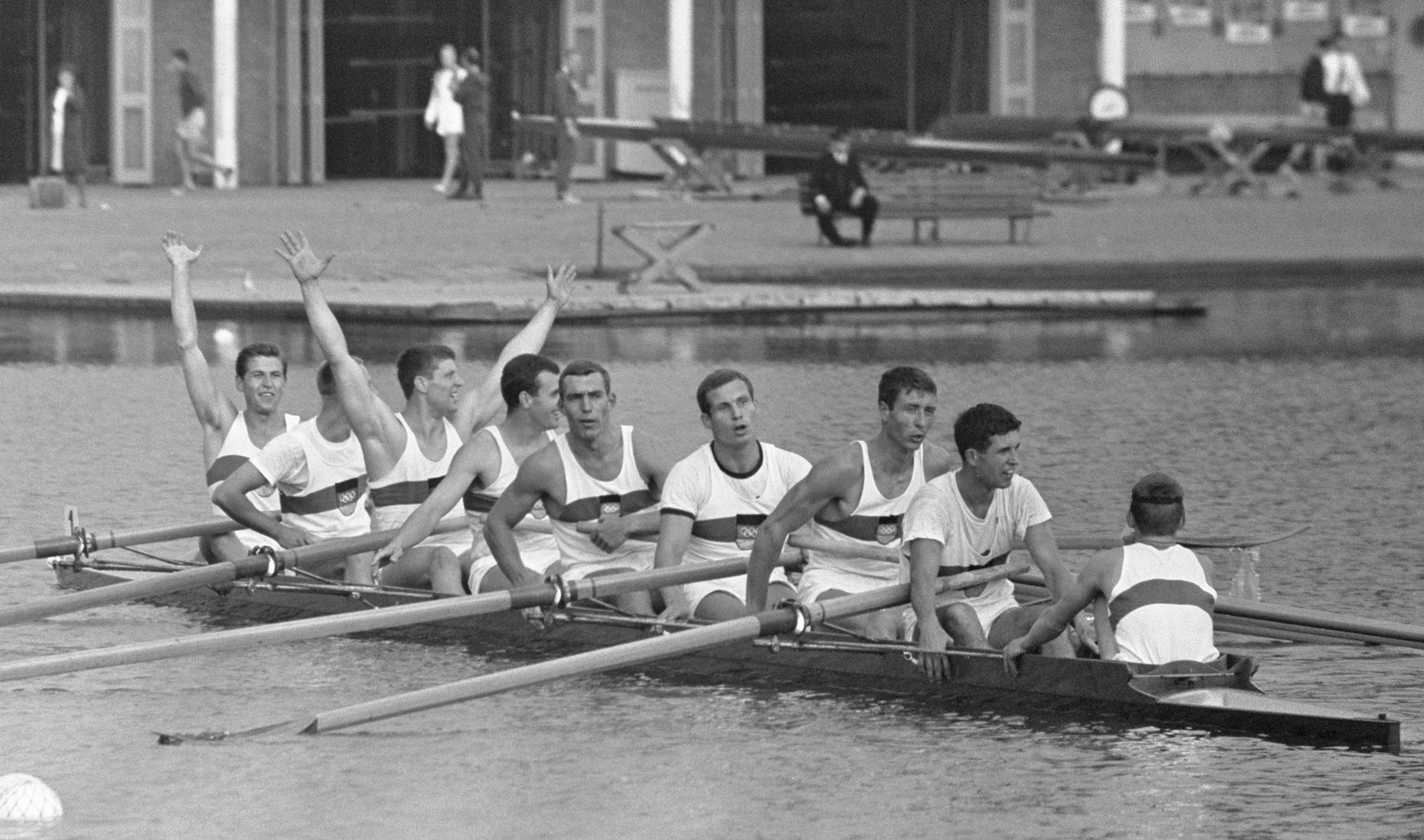
Die Europameister von 1964, Groddeck ist Vierter von rechts

Im Jahr 1961 trat Karl-Heinrich von Groddeck lediglich in Skullbooten an. Er wurde Deutscher Meister im Einer und zusammen mit Klaus Bittner auch im Doppelzweier. 1962 kehrte Groddeck in den Achter zurück, er gewann von 1962 bis 1964 mit dem Ratzeburger Achter bei den Deutschen Meisterschaften. 1962 wurde auf dem Rotsee bei Luzern erstmals Ruder-Weltmeisterschaften ausgetragen. Als einziger Ruderer aus dem Olympiasiegerboot von 1960 saß Groddeck in dem Ratzeburger Achter, der vor den Booten aus der Sowjetunion und aus Frankreich den Weltmeistertitel gewann. Bei der Wahl zur Mannschaft des Jahres 1962 gehörte Groddeck zum dritten Mal dem erfolgreichen Team an. 1963 gewann Groddeck neben der Deutschen Meisterschaft mit dem Achter auch den Titel mit dem Vierer ohne Steuermann in der Besetzung Karl-Heinrich von Groddeck, Klaus Behrens, Hans-Jürgen Wallbrecht und Klaus Aeffke. Die vier Ruderer traten bei den Europameisterschaften in Kopenhagen nur als Mitglieder des Achters an und gewannen dort den Europameistertitel. Auch 1964 siegte der deutsche Achter bei den Europameisterschaften, die diesmal in Amsterdam ausgetragen wurde. Bei den Olympischen Spielen 1964 in Tokio unterlag der Achter dem Boot aus den Vereinigten Staaten. Nach den Olympischen Spielen beendete Karl-Heinrich von Groddeck seine sportliche Karriere.
Karl-Heinrich von Groddeck wechselte 1958 von Wiesbaden nach Hamburg zum Axel-Springer-Verlag, wo er viele Jahre als Journalist in der Sportredaktion der Bildzeitung tätig war. In dieser Funktion war er entscheidend daran beteiligt, die Geschichte des Deutschland-Achters zu beschreiben und den Ruhm dieses Bootes im Allgemeinen und der Besetzung von 1960 im Speziellen zu mehren. Als einer der bekanntesten deutschen Ruderer stellte K. H. Moritz von Groddeck 1980 für Rowohlts Bunte Liste zwei Listen der besten Ruderer auf. Auf der Liste der 10 besten Achter aller Zeiten setzte er den Deutschland-Achter von 1960 auf den zweiten Platz hinter den neuseeländischen Achter von 1972. In seiner Liste der 10 besten Ruderer aller Zeiten setzte er seinen Olympiagegner von 1956 Conn Findlay auf Rang 2 hinter Bob Pearce. Nach seinem Ausscheiden bei der Bildzeitung war Groddeck als freier Journalist tätig.

## Erfolge im Überblick

### Olympische Spiele
- 1956: Silber im Zweier mit Steuermann
- 1960: Gold im Achter
- 1964: Silber im Achter

### Weltmeisterschaften
- 1962: Gold im Achter

### Europameisterschaften
- 1956: Gold im Zweier mit Steuermann
- 1957: Gold im Zweier mit Steuermann
- 1959: Gold im Achter
- 1963: Gold im Achter
- 1964: Gold im Achter

### Deutsche Meistertitel
- Einer: 1961
- Doppelzweier: 1960, 1961
- Zweier mit Steuermann: 1955, 1956, 1957
- Vierer ohne Steuermann: 1963
- Achter: 1959, 1960, 1962, 1963, 1964